# 4609 Pizarro
4609 Pizarro (1988 CT3) là một tiểu hành tinh vành đai chính được phát hiện ngày 13 tháng 2 năm 1988 bởi Eric Elst ở La Silla.